# Centro Acuático Olímpico (Atenas)
El Centro Acuático Olímpico es una instalación deportiva que, durante los Juegos Olímpicos de 2004, acogió las competiciones de natación, natación sincronizada y waterpolo. Fue construido para la celebración de los Juegos Mediterráneos de 1991, pero en 2004 fue remodelado de cara a las Olimpiadas de la capital griega; desde entonces se ha constituido como uno de los recintos más importantes de los que hay enclavados en el Complejo Olímpico de Deportes de Atenas (Grecia).
En las instalaciones de este Centro Acuático se encuentran dos piscinas al aire libre, una grande (50 m) y otra pequeña (25 m), y una piscina indoor, las cuales tienen un aforo disponible para 11.500, 5.300 y 6.200 personas respectivamente.